# Мурин Михайло Юрійович
Михайло Юрійович Мурин — старший солдат Національної гвардії України, учасник російсько-української війни, що загинув у ході російського вторгнення в Україну в 2022 році.

## Життєпис
Михайло Мурин народився 1983 року в селищі Великий Березний на Закарпатті. До лав Збройних сил України був призваний 6 вересня 2016 року. Військову службу проходив на посаді старшого механіка-водія гірсько-штурмового відділення гірсько-штурмового взводу гірсько-штурмової роти 15-го окремого гірсько-штурмового батальйону (військової частини А1778).
Загинув Михайло Мурин під час ведення бойових дій 16 квітня 2022 року. Прощання та заупокійна літургія проходила у Свято-Троїцькому храмі Великого Березного. Після неї процесія рухатиметься до кладовища у верхній частині селища. Разом також поховали Дмитра Лозинського.

## Нагороди
- орден За мужність III ступеня (2022, посмертно) — за особисту мужність і самовіддані дії, виявлені у захисті державного суверенітету та територіальної цілісності України, вірність військовій присязі[4].